# Monoftong
En monoftong är ett enkelt vokalljud i en stavelse. Det kan betraktas i kontrast med en diftong som är när två vokalljud uttalas bredvid varandra i samma stavelse (exempelvis ordet augusti där a-ljudet glider över till ett u-ljud).
I det svenska språket består nästan alla ord av monoftonger. Undantag för detta finns framförallt hos lånord. Det är vanligare att det uppstår fonetisk hiatus, när vokaler bredvid varandra uttalas med flera stavelser (ord som exempelvis janu-ari och speci-ell).

## Andra språk
I ukrainska, liksom i polska, uttalas 'Ukraina' inte som i svenskan, det vill säga [Ukrajna], utan som [Ukra-i-na]. I det grekiska språket markeras detta ibland med att använda bokstaven ï, ett i med trema. Således ger stavningen Ukraïna istället för 'Ukraina' det för de språken korrekta uttalen.